# Rociana del Condado
Rociana del Condado er en by og kommune i det sydvestlige Spanien i provinsen Huelva. Den har et indbyggertal på 7.985 (2024) indbyggere.